# 8. januar
8. januar er dag 8 i året, i den gregorianske kalender. Der er 357 dage tilbage af året (358 i skudår).
- Erhards dag. Måske kom munken Erhard fra Irland omkring år 600 til Regensburg i Tyskland. Her gav han jomfruen Ottilia synet tilbage.
- Nationaldag i ø-staten Nordmarianerne.

### Begivenheder
Født - Dødsfald
- 1198 - Innocent III bliver pave.
- 1297 - Monaco opnår selvstændighed.
- 1353 - Jøderne i Basel, Schweiz, brændes levende i deres huse.
- 1665 - For første gang bringes der en annonce i en dansk avis.
- 1677 - Danmark taber slaget om Rügen.
- 1806 - Kapkolonien bliver en britisk koloni..
- 1811 - Slaveoprør i New Orleans, Louisianna.
- 1911 - Som det sidste enevældige monarki i Europa får Monaco en forfatning, der indfører konstitutionelt monarki.
- 1912 - African National Congress stiftes.
- 1918 - USA's præsident Woodrow Wilson fremlægger sin fredsplan for 1. verdenskrig, de såkaldte "14 punkter".
- 1940 - I England rationeres smør, bacon og sukker.
- 1944 - Kaj Munk begraves på Vedersø kirkegård, under stor folkelig deltagelse.
- 1951 - FN's hovedkvarter i New York, USA, indvies.
- 1958 - 14-årige Bobby Fischer vinder for første gang de amerikanske skak-mesterskaber.
- 1959 - Fidel Castros erobring af Cuba afsluttes med indtagelsen af Santiago de Cuba.
- 1969 - Strejker blandt studenter og lærere i Californien mod Vietnamkrigen.
- 1959 - General Charles de Gaulle bliver indsat som Frankrigs præsident.
- 1982 - Danmark sætter absolut kulderekord med -31,2 °C målt i Thy.
- 1985 - Der indføres rygeforbud på Den Røde Plads i Moskva med begrundelsen, at det vil være taktløst at ryge, hvor Sovjets grundlægger Lenin ligger begravet.
- 1992 - Den amerikanske præsident George H.W. Bush bliver syg under et besøg i Japan.
- 1993 - FDB meddeller på et pressemøde, at man vil lukke Irma-kæden.
- 2004 - Legetøjskoncernen LEGO præsenterer et rekordunderskud for 2003 på 1,4 mia. kroner.
- 2004 - RMS Queen Mary 2, det største passagerskib, der nogensinde er bygget, navngives af sin navnefælles barnebarn, Elizabeth II.
- 2005 - Januarstormen 2005, en storm af orkanstyrke, rammer Nordvesteuropa. I Danmark rammes fly-, færge- og togdrift og alle broer mellem landsdelene lukkes. Tusinder af hjem er uden strøm, og hundreder må evakueres ved oversvømmelser fra Limfjorden. Fire mennesker bliver dræbt i Danmark.
- 2005 - De københavnske S-tog bliver røgfri.
- 2011 - Hendes Kongelige Højhed Kronprinsesse Mary nedkommer med en lille prins og en lille prinsesse på Rigshospitalets fødegang.
- 2016 - Den britiske musiker og sangskriver David Bowie udgiver albummet  Blackstar på sin 69 års fødselsdag. To dage efter dør han efter længere tids sygdom.

### Født
- 1839 - Hans Guido von Bülow, tysk komponist, pianist og dirigent (død 1894).
- 1894 - Elisabeth Hude, dansk litteraturhistoriker (død 1976).
- 1894 - Roger Vercel, fransk forfatter (død 1957).
- 1902 - Georgij Malenkov, sovjetisk politiker (død 1988).
- 1904 - Peter Arno, amerikansk tegner (død 1968).
- 1912 - Lawrence E. Walsh, amerikansk advokat (død 2014).
- 1922 - Jan Nieuwenhuys, hollandsk COBRA-kunstner (død 1986).
- 1923 - Joseph Weizenbaum, tysk-amerikansk datalog (død 2008).
- 1923 - Larry Storch, amerikansk skuespiller.
- 1924 - Ron Moody, engelsk skuespiller (død 2015).
- 1934 - Jacques Anquetil, fransk cykelrytter (død 1987).
- 1934 - Georg Riedel, tjekkisk-svensk komponist.
- 1935 - Elvis Presley, amerikansk rocksanger og skuespiller (død 1977).
- 1937 - Shirley Bassey, walisisk sangerinde.
- 1941 - Ole Søltoft, dansk skuespiller (død 1999).
- 1941 - Graham Chapman, engelsk komiker og skuespiller fra Monty Python (død 1989).
- 1942 - Stephen Hawking, engelsk fysiker (død 2018).
- 1942 - Junichiro Koizumi, japansk politiker og statsminister.
- 1944 - Terry Brooks, amerikansk forfatter.
- 1946 - Robby Krieger, amerikansk rockmusiker (The Doors).
- 1946 - Stanton Peele, amerikansk psykolog.
- 1947 - David Bowie, engelsk sanger og skuespiller (død 2016).
- 1979 - Adrian Mutu, rumænsk fodboldspiller.
- 1984 - Aaron Rouse, amerikansk footballspiller
- 2005 - Jake Daniels, engelsk fodboldspiller
- 2011 - Hans Kongelige Højhed Prins Vincent til Danmark, greve af Monpezat, dansk prins.
- 2011 - Hendes Kongelige Højhed Prinsesse Josephine til Danmark, komtesse af Monpezat., dansk prinsesse.

### Dødsfald
- 871 - Bagsecg, en dansk konge, der var en af lederne af "Den store sommerhær" 870.
- 1324 - Marco Polo, italiensk opdagelsesrejsende (født 1254).
- 1642 - Galileo Galilei, italiensk astronom (født 1564).
- 1713 - Arcangelo Corelli, italiensk komponist og violinist (født 1653).
- 1759 - Rasmus Paludan, norsk biskop (født 1702).
- 1891 - Fredrik Pacius, finsk komponist (født 1809).
- 1921 - Emma Gad, dansk forfatter og dramatiker (født 1852).
- 1941 - Robert Baden-Powell, engelsk stifter af verdensspejderbevægelsen (født 1857).
- 1950 - Joseph Schumpeter, østrigsk økonom (født 1883).
- 1972 - Carl Ottosen, dansk skuespiller (født 1918).
- 1976 - Zhou Enlai, premierminister i Folkerepublikken Kina (født 1898).
- 1979 - Hans Scherfig, dansk forfatter og kommunist (født 1905).
- 1980 - Tryggve Gran, norsk pilot, polarforsker og forfatter (født 1888).
- 1981 - Jessie Rindom, dansk skuespillerinde (født 1903).
- 1982 - Erik Alfred Eriksen, dansk fodboldspiller (født 1904).
- 1989 - Bruce Chatwin, engelsk forfatter (født 1940).
- 1991 - Steve Clark, engelsk guitarist i Def Leppard (født 1960).
- 1995 - Carlos Monzon, argentinsk bokser (født 1942).
- 1996 - François Mitterrand, fransk politiker og præsident (født 1916).
- 1997 – Melvin Calvin, amerikansk nobelprismodtager i kemi (født 1911)
- 1999 – Peter Seeberg, dansk forfatter (født 1925).
- 2003 – Jens Kistrup, dansk journalist og teateranmelder (født 1925).
- 2005 – Alex Brask Thomsen, dansk finansmand (født 1919).
- 2007 – Iwao Takamoto, japansk-amerikansk tegner og animator (født 1925).
- 2008 – Michael Varming, dansk byplanlægger og arkitekt (født 1939).
- 2010 – Pierre Wemaëre, fransk billedkunstner (født 1913).
- 2011 – Thorbjørn Svenssen, norsk fodboldspiller (født 1929).
- 2012 – Gunnar Dyrberg, dansk modstandsmand (født 1921).
- 2013 – Asbjørn Aarnes, norsk litteraturforsker (født 1923).
- 2017 – James Mancham, seychellisk politiker (født 1939).
- 2017     – Akbar Hashemi Rafsanjani, iransk politiker (født 1934).
- 2017     – Peter Sarstedt, engelsk musiker og sangskriver (født 1941).
- 2018 – Hans Aabech, dansk tidligere fodboldspiller (født 1948).
- 2020 – Pilar de Borbón, spansk prinsesse (født 1936).

|  | Denne datoartikel kan blive bedre, hvis der indsættes et (bedre) billede Du kan hjælpe ved at afsøge Wikimedia Commons for et passende billede eller uploade et godt billede til Wikimedia Commons iht. de tilladte licenser og indsætte det i artiklen. |